# 리베카 자비스
리베카 자비스(Rebecca Jarvis, 1981년 12월 14일 ~ )는 미국의 금융 전문 언론인, 외신기자이다.